# Lowlife
I Lowlife sono stati un gruppo musicale scozzese di musica post-punk e dream pop, attivo dal 1985 al 1997.

## Storia

### Esordi come Dead Neighbours
Nei primi anni ottanta la Scozia è fucina di importanti band new wave. Ai vari gruppi come Simple Minds, Cocteau Twins e Associates, si affiancano i Dead Neighbours, gruppo originario di Grangemouth dalle cui ceneri nasceranno i Lowlife. La formazione dei Dead Neighbours prevede la presenza di Craig Lorentsen (voce), David Steel (basso), Ronnie Buchanan (chitarra) e Grant McDowall (batteria). Nel 1982 il gruppo registra Harmony in Hell, disco che gli dà un certo successo nel panorama indie.
Mentre il gruppo registra il secondo album, il bassista Steel lascia la band. Così Brian Guthrie, fratello di Robin Guthrie (Cocteau Twins) e manager del gruppo, favorisce l'ingresso in formazione di Will Heggie, che ha appena lasciato i Cocteau Twins.
Con Heggie viene completata la registrazione di Strangedays Strangeways, disco dall'anima psychobilly, come il precedente. 
Alcune divergenze tra Heggie e Buchanan portano il gruppo a dividersi e Buchanan decide di lasciare. Il suo posto alla chitarra viene preso da Stuart Everest.

### Lowlife
A questo punto il gruppo decide di cambiare nome e, prendendo ispirazione da una canzone dei Public Image Ltd, decide di chiamarsi Lowlife. Nel 1985 esce Rain (Neighshift Records), un EP di sei tracce che mette in luce la vena compositiva di Lorentson e il magico basso di Heggie. Il primo LP ufficiale come Lowlife è Permanent Sleep, pubblicato l'anno successivo. Il disco viene accostato a Closer dei Joy Division ed accolto positivamente dalla critica britannica.
Nel 1987 esce Diminuendo, album che spazia dalla darkwave al dream pop di ispirazione Cocteau Twins. Nel 1989 è la volta di Godhead, che registra la fuoriuscita del chitarrista Everest, il cui posto viene preso da Hamish Mackintosh (attivo anche come Fuel). Il disco è prodotto da Stephen Fellow (Comsat Angels). Il genere dream pop prende sempre più il sopravvento nel gruppo, che affronta tematiche come l'alcolismo e la depressione (problemi riguardanti da sempre la personalità di Lorentson). Mackingtosh lascia il gruppo per tornare al suo progetto Fuel, mentre il bassista Grant subisce la perdita di un dito. Al loro posto vengono "reclutati" Hugh Duggie (chitarra) e Marting Fleming (batteria), due ex componenti dei Mutiny Strings.

### Ultime produzioni
Nel 1991 esce l'album San Antorium, disco più formale e curato del precedente, in cui viene incrementato l'uso dei synth e in generale della musica elettronica.
Il capitolo finale della produzione del Lowlife è rappresentato da Gush, album datato 1995. Il disco si connota di un intimismo quasi spirituale, con riferimenti a Cristo (Bleach) ed evoca atmosfere mistiche (Wicked Papa Tantalus). Si avvale della collaborazione di Jennifer Bachen.
Il gruppo, sempre lontano dai circuiti commerciali (non ha mai pubblicato un singolo per lanciare i cinque album ed ha tenuto pochi concerti nella sola Gran Bretagna) chiude la sua esperienza nel 1997, senza pubblicare alcun annuncio ufficiale.
Il 4 giugno 2010 il sito della band riporta la notizia della prematura morte di Craig Lorentson, deceduto a 44 anni per l'aggravarsi dei problemi al fegato e ai reni.

## Discografia

### Album
- 1986 - Permanent Sleep
- 1987 - Diminuendo
- 1989 - Godhead
- 1991 - San Antorium
- 1995 - Gush

### Raccolte
- 1988 - Black Sessions and Demos
- 1990 - From a Scream to a Wishper
- 2006 - Eternity Road: Reflections of Lowlife 85-95